# Disparitions sur le campus
Disparitions sur le campus est le 1er épisode de la saison 4 de la série télévisée Buffy contre les vampires

## Résumé
A la fin des vacances d'été, de nuit, dans le cimetière de Sunnydale, Buffy guette le réveil d'un vampire alors que Willow liste les cours qu'il est possible de suivre à l'université de Sunnydale, dans laquelle les deux jeunes femmes doivent faire leur rentrée le lendemain. A l'inverse de Willow, Buffy appréhende son entrée dans cette nouvelle période de sa vie, et ne sait pas encore quels cours elle suivra ni ce qu'elle fera de sa vie.  
Le lendemain, Buffy arrive sur le campus, où elle se sent désorientée par la frénésie ambiante, le nombre d'étudiants et la taille du campus. Elle retrouve Willow, puis Oz, qui, à l'inverse, se sentent comme des poissons dans l'eau. Elle rencontre également Riley Finn, l'assistant de la professeur de psychologie Maggie Walsh, et sa colocataire Kathy. La première journée de cours est difficile : elle est exclue d'un cours après que le professeur est découvert qu'elle ne s'y était pas inscrite et découvre le cours de psychologie du professeur Walsh. Le soir, elle fait la rencontre d'Eddy, un étudiant qui suit également le cours de psychologie, avec qui elle sympathise. Malheureusement, après leur séparation, il est attaqué par un groupe de vampires dirigé par une certaine Sunday. Les vampires se rendent ensuite dans sa chambre d'étudiant, volent ses affaires et laissant un faux mot d'adieu.  
Le lendemain, après un nouveau cours de psychologie, Buffy constate l'absence d'Eddy et tente de le retrouver. En se rendant jusqu'à sa chambre, elle apprend qu'il aurait quitté le campus et abandonné ses études. Néanmoins, elle trouve dans sa commode le livre préféré d'Eddy, dont il lui avait parlé en lui disant qu'il ne le quittait jamais. Dans leur repaire, Sunday et son groupe épluchent les affaires d'Eddy, qui, transformé en vampire, se réveille. Buffy se rend quant à elle chez Giles pour demander son aide. Mais son ancien Observateur, désormais à la retraite, lui fait comprendre qu'elle n'en n'a plus besoin, et qu'elle doit désormais apprendre à se débrouiller sans son aide. De retour sur le campus, elle croise la route d'Eddy, constate sa transformation et le tue après un bref combat. Elle rencontre ensuite Sunday et sa bande, et, perdant le combat, est contrainte de prendre la fuite. Elle cache ensuite ses blessures à ses amis et retourne chez elle, où elle retrouve sa mère. De retour sur le campus, elle constate ensuite que sa chambre a été vidée de ses affaires et qu'un mot a été laissé par Sunday et son groupe, prévoyant de la tuer prochainement.  
Au Bronze, elle est heureuse et surprise de retrouver Alex. Censé être parti faire le tour des États-Unis, une panne de voiture l'a en réalité obligé à travailler tout l'été pour payer les réparations, et il doit maintenant vivre dans le sous-sol de la maison de ses parents, à qui il verse un loyer. Buffy se confie quant à elle sur sa défaire contre Sunday et la solitude qu'elle ressent depuis sont entrée à l'université. Son ami parvient à lui remonter le moral, et, avec son aide, elle localise leur cachette. Alors qu'Alex part chercher des renforts, Buffy est découverte et forcée de se battre. A l'arrivée de ses amis, elle reprend confiance en elle et tue Sunday et ses acolytes. Ils quittent ensuite le repaire avec les affaires de Buffy et tombent sur Giles, qui a finalement décidé de venir aider sa protégée.  
Plus loin, sur le campus, un des vampires du groupe de Sunday, rescapé de l'attaque, est capturé par un commando d'hommes en combinaison militaire, armés et cagoulés.